# Teatro López de Ayala
El Teatro López de Ayala és un teatre de Badajoz situat a la plaça Minayo, davant d'un dels laterals de l'Hospital Provincial de San Sebastián i de l'Església de Sant Joan Baptista. En un dels laterals del teatre hi ha la plaça de Sant Francesc. Disposa d'un aforament per a 800 espectadors. En aquest teatre s'hi reuneix tota l'oferta cultural de la ciutat, especialment actuacions de teatre, dansa, música, cinema i òpera.